# Xã Colfax, Quận Benzie, Michigan
Xã Colfax (tiếng Anh: Colfax Township) là một xã thuộc quận Benzie, tiểu bang Michigan, Hoa Kỳ. Năm 2010, dân số của xã này là 657 người.